# Pernod 250GP
La Pernod 250GP est une moto de course de 250 cm3 de cylindrée. C'est un projet voulant imposer la France dans le championnat MotoGP dans les années 1980. L'ingénieur français Jean Bidalot en fut le chef de projet,.

## Historique
La 250GP fit ses débuts en 1981 à Assen, aux Pays-Bas. Thierry Espié dut abandonner alors qu'il était cinquième. Lors du Grand Prix de Belgique la moto termina dixième et cinquième à Imola. En 1982, Christian Estrosi termine onzième et Thierry Espié douzième.
En 1983, Jacques Bolle signe la seule victoire de l'écurie Pernod : en Angleterre, devant Espié et Christian Sarron. Il signa également le record du tour à 176,78 km/h de moyenne.
En 1984, Jean-François Baldé termine neuvième du championnat.
Jean Bidalot retourne chez Motobécane, récemment repris par Yamaha.
Alain Chevallier reprend l'écurie, élabore deux châssis. Toutefois, il n'arrive pas à mettre au point de manière satisfaisante le moteur Pernod dans sa 2ème version et le change rapidement pour un 250cc Yamaha. Jacky Onda rejoint Jean-François Baldé, mais les résultats ne sont pas à la hauteur des ambitions de Pernod qui abandonne à la fin de la saison 1985,,,.,.